# كرايغ واشنطن
كرايغ واشنطن (بالإنجليزية: Craig Washington)‏ هو محامي وسياسي أمريكي، ولد في 12 أكتوبر 1941 في الولايات المتحدة. حزبياً، نشط في الحزب الديمقراطي.

## مناصب
- في انتخابات مجلس النواب الأمريكي 1990 [الإنجليزية]‏، انتخب عضو مجلس النواب الأمريكي عن دائرة Texas's 18th congressional district [الإنجليزية]‏ وقد انضم خلال فترته النيابية [الإنجليزية]‏ (3 يناير 1991 – 3 يناير 1993)  للكتلة البرلمانية الحزب الديمقراطي.
- في انتخابات مجلس النواب الأمريكي 1992 [الإنجليزية]‏، انتخب عضو مجلس النواب الأمريكي عن دائرة Texas's 18th congressional district [الإنجليزية]‏ وقد انضم خلال فترته النيابية [الإنجليزية]‏ (5 يناير 1993 – 3 يناير 1995)  للكتلة البرلمانية الحزب الديمقراطي.
- انتخب عضو مجلس نواب تكساس.
- انتخب عضو مجلس ولاية تكساس (1983 – 1989).
- انتخب عضو مجلس النواب الأمريكي عن دائرة Texas's 18th congressional district [الإنجليزية]‏ (9 ديسمبر 1989 – 3 يناير 1995).